# Sámiid ædnan
"Sámiid ædnan" (Língua portuguesa: "Terra do povo sami (ou lapão)",  foi a canção que  representou a Noruega no Festival Eurovisão da Canção 1980, interpretada em norueguês por  Sverre Kjelsberg e Mattis Hætta, embora Mattis Haetta contribua com um coro yoik - uma forma sami de música vocal sem palavras. O título da canção é em dialeto sami do norte da Noruega que quer dizer "Terra dos samis" ou "Solo Sami".[carece de fontes?]
A canção é inspirada no movimento  da autonomia entre o povo sami do norte da Noruega, protestando contra a construção de uma barragem,   no verso "framførr tinget der dem satt, hørtes joiken dag og natt" ("em frente ao parlamento eles estavam sentados, o yoik foi ouvido dia e noite") faz-se a referência à greve de fome que os ativistas samis tinham feito contra essa construção na região de Alta. 
Foi décima primeira canção a ser interpretada na noite do evento, a seguir à canção da Finlândia "Huilumies" cantada por Vesa-Matti Loiri e antes da canção alemã "Theater" interpretada por Katja Ebstein. Após a votação, terminou em 16.º lugar e recebeu um total de 15 pontos, entre 19 participantes. 